# ایشیگه
ایشیگه (نام علمی: Ishige) نام یک سرده از رده جلبک قهوه‌ای است.